# Aethiopocassis fugax
Aethiopocassis fugax is een keversoort uit de familie bladkevers (Chrysomelidae). De wetenschappelijke naam van de soort werd in 1906 gepubliceerd door Spaeth.